# Armorial des communes de l'Oise (I-P)
Cette page donne les armoiries (figures et blasonnements) des communes de l'Oise de I à P.

0 dessin(s) en attente (voir : )
Autres:
- Armorial des communes de l'Oise (A-C)
- Armorial des communes de l'Oise-2 (D-H)
- Armorial des communes de l'Oise-3 (I-P)
- Armorial des communes de l'Oise-4 (Q-Z)

## I
| Blason de Ivry-le-Temple | Blason  | Gironné en croix d'argent et de gueules.         |
| Blason de Ivry-le-Temple | Détails | Le statut officiel du blason reste à déterminer. |

Pas d'information pour les communes suivantes :  Ivors

## J
| Blason de Jaméricourt | Blason  | De sable au chevron d'or accompagné en chef de deux croissants et en pointe d'une molette d'éperon, le tout du même. |
| Blason de Jaméricourt | Détails | Le statut officiel du blason reste à déterminer.                                                                     |

| Blason de Jaulzy | Blason  | Tiercé en barre : au 1er d'azur à la fibule mérovingienne en forme d'oiseau d'or, au 2e taillé de gueules et d'argent pavé de sable, à la diligence au naturel posée en barre brochant en abîme, au 3e de sinople à la lettre gothique V de sable. |
| Blason de Jaulzy | Détails | * Il y a là non-respect de la règle de contrariété des couleurs : ces armes sont fautives. Le statut officiel du blason reste à déterminer. |

| Blason de Jouy-sous-Thelle | Blason  | Écartelé: au 1) d'or à la jumelle de gueules surmontée de deux lions affrontés du même (de Malherbe), au 2) d'argent semé de fleurs de lys de sable (de Fay), au 3) d'argent à trois lionceaux de gueules (de Pisseuleu), au 4) d'or à trois bouvreuils de gueules (de Bouvery) ; sur le tout, de gueules à la tête de profil d'argent, la chevelure hérissée d'or. Ornements extérieursLe tout surmonté d’une couronne murale d’or à trois tours crénelées, ouvertes et maçonnées de sable. Il est entouré de deux épis de blés au naturel et est soutenu d’un listel d’argent portant l’inscription « JOUY SOUS THELLE » en lettres de sable. |
| Blason de Jouy-sous-Thelle | Détails | officiel par le Conseil Municipal en date du 21 juin 2012. |

Pas d'information pour les communes suivantes :  Janville (Oise), Jaux, Jonquières (Oise), Juvignies

## L
| Blason de Labosse | Blason  | Fuselé d'argent et de gueules.                   |
| Blason de Labosse | Détails | Le statut officiel du blason reste à déterminer. |

| Blason de Lachapelle-aux-Pots | Blason  | D'or à la barre de gueules, au pot de sable, avec bec à dextre et anse à senestre, brochant sur le tout. |
| Blason de Lachapelle-aux-Pots | Détails | Armes parlantes (pot). Le statut officiel du blason reste à déterminer.                                  |

| Blason de Lachapelle-Saint-Pierre | Blason  | Un agneau couché et tenant dans ses pattes antérieures une houlette posée en barre. |
| Blason de Lachapelle-Saint-Pierre | Détails | Un blason récent a été adopté sur le modèle d'une clef de voûte de l'église. Il représente une brebis croisée d'un bâton de berger qui symbolise le nom de saint Pierre, premier successeur de Jésus et donc du Bon Berger. Le statut officiel du blason reste à déterminer. |

| Blason de Lacroix-Saint-Ouen | Blason  | D'argent à la croix d'azur chargée d'une crosse d'or et cantonnée de deux fleurs de lys de sable aux cantons du chef-dextre et de la pointe-senestre. |
| Blason de Lacroix-Saint-Ouen | Détails | Le statut officiel du blason reste à déterminer. |

| Blason de Lalande-en-Son | Blason  | D'or à la tour de sable ouverte du champ, surmontée du nom de la commune en lettres capitales de sable en arc de cercle, et soutenue d'un coupeau de gueules chargé d'un léopard d'or; au chef d'azur chargé de trois fleurs de lis d'or. |
| Blason de Lalande-en-Son | Détails | Le statut officiel du blason reste à déterminer. |

| Blason de Lamécourt | Blason  | Parti : au 1er d'azur à trois épis de blé tigés et feuillés d'or, empoignés et liés du même, au chef écartelé aux I et IV de sable à trois fleurs de lys d'or et aux II et III d'argent à trois lionceaux de gueules, au 2d d'argent à un arbre de sinople adextré d'un cerf passant de sable et senestré d'un sanglier passant du même, tous deux brochant sur le fût de l'arbre, le tout posé sur une terrasse herbée, isolée et diminuée de sinople. |
| Blason de Lamécourt | Détails | Le statut officiel du blason reste à déterminer. |

| Blason de Lamorlaye | Blason  | Orangé à la filière d'or, au chevron d'azur bordé aussi d'or brochant sur le tout, chargé de trois besants d'argent et accompagné de trois merlettes aussi d'or. |
| Blason de Lamorlaye | Détails | Le statut officiel du blason reste à déterminer. |

| Blason de Lannoy-Cuillère | Blason  | Tiercé en pairle renversé: au 1er d'azur à la rose des jardins d'or, au 2e de gueules au livre ouvert d'or, les pages d'argent et à la crosse d'or brochante, au 3e d'argent à deux clés de sable passées en sautoir et soutenues d'une burelle ondée d'azur; le tout sommé d'un chef de gueules chargé de trois annelets de gueules entrelacés en fasce et accostés de deux chênes au naturel. |
| Blason de Lannoy-Cuillère | Détails | Le statut officiel du blason reste à déterminer. |

| Blason de Larbroye | Blason  | Tiercé en fasce: au 1er d'azur chargé d'un ours passant au naturel, au 2e d'argent à l'arbre coupé de sinople, au 3e parti au I de sable à la broie d'argent posée en fasce, au II de gueules à la fasce d'argent. |
| Blason de Larbroye | Détails | Armes parlantes (l'arbre et broie). Le statut officiel du blason reste à déterminer. |

| Blason de Lattainville | Blason  | D'or au sautoir de gueules, sur le tout d'azur à la crosse d'or accostée des lettres G et F capitales du même . |
| Blason de Lattainville | Détails | Le statut officiel du blason reste à déterminer.                                                                |

| Blason de Lavilletertre | Blason  | D'azur à trois besants d'or ; à la bordure componée d'argent et de gueules. |
| Blason de Lavilletertre | Détails | Le statut officiel du blason reste à déterminer.                            |

| Blason de Lévignen | Blason  | Écartelé d'or et de gueules, à 3 besants d'argent brochant sur le tout. |
| Blason de Lévignen | Détails | Le statut officiel du blason reste à déterminer.                        |

| Blason de Liancourt | Blason  | Écartelé au 1) d'argent à la croix engrêlée de gueules chargée de cinq coquilles d'or, au 2) burelé d'argent et d'azur aux trois chevrons de gueules brochant sur le tout, le premier écimé, au 3) de gueules aux monogramme des Arts et Métiers d'or, brochant sur une roue dentée du même au 4) d'azur au soc de charrue d'argent et au marteau du même passés en sautoir ; sur le tout d’argent à la fasce de sable. |
| Blason de Liancourt | Détails | Le statut officiel du blason reste à déterminer. |

| Blason de Liancourt-Saint-Pierre | Blason  | Parti : au premier de gueules à figure d'homme d'argent au poil levé d'or, surmontée d'un outil préhistorique aussi d'argent, au second d'or au casque gaulois taré à demi-profil, accompagné, en chef, d'une couronne de laurier et, en pointe, de deux clefs passées en sautoir, le tout de sinople. |
| Blason de Liancourt-Saint-Pierre | Détails | Le statut officiel du blason reste à déterminer. |

| Blason de Lihus | Blason  | Parti d'azur et de gueules, à la bande d'argent brochante accompagnée de deux gerbes d'or. |
| Blason de Lihus | Détails | Adopté par la municipalité.                                                                |

| Blason de Litz | Blason  | Parti : au 1er mi-parti de gueules à la croix d'or chargée de trois fleurs de lis de gueules rangées en fasce, cantonnée au chef dextre d'une croix de Malte d'argent chargée d'un besant du même en cœur et en pointe dextre d'une clef d'or, au 2e d'azur à la bande d'argent. |
| Blason de Litz | Détails | Le statut officiel du blason reste à déterminer. |

| Blason de Loconville | Blason  | D'azur au chevron accompagné en chef de deux coquilles et en pointe d'un cor de chasse, tous d'argent. |
| Blason de Loconville | Détails | Le statut officiel du blason reste à déterminer.                                                       |

| Blason de Longueil-Annel | Blason  | Parti au premier d'argent à la croix de gueules chargée de cinq besants d'or, au second d'azur à la barre à roue d'or soutenue d'une rivière ondée d'argent posée en barre. |
| Blason de Longueil-Annel | Détails | Le statut officiel du blason reste à déterminer. |

| Blason de Longueil-Sainte-Marie | Blason  | Parti : au 1er d'argent à la hallebarde d'or, le fût d'azur, au 2e coupé au I de gueules à deux haches d'armes d'argent passées en sautoir, au II d'azur à la tour couverte d'argent senestrée d'un mur de ville crénelé aussi d'argent et ouvert du champ. |
| Blason de Longueil-Sainte-Marie | Détails | Le statut officiel du blason reste à déterminer. |

| Blason de Lormaison | Blason  | D'azur au chevron d'or chargé de trois gerbes de sable, accompagné en chef de deux châteaux d'argent, ouverts et ajourés et maçonnés de sable, et en pointe d'un loup passant d'argent ; au chef cousu de gueules chargé de trois coquilles d'argent. Devise / CriFais ce que dois |
| Blason de Lormaison | Détails | * Ces armes emploient le terme « cousu » dans le seul but de contrevenir à la règle de contrariété des couleurs : elles sont fautives : gueules sur azur. Le statut officiel du blason reste à déterminer.                                                                         |

Pas d'information pour les communes suivantes : Laberlière, Laboissière-en-Thelle, Labruyère (Oise), Lachapelle-sous-Gerberoy, Lachaussée-du-Bois-d'Écu, Lachelle, Lafraye, Lagny, Lagny-le-Sec, Laigneville, Lalandelle, Lataule, Lavacquerie, Laverrière, Laversines, Léglantiers, Lhéraule, Libermont, Lierville, Lieuvillers, Loueuse, Luchy

## M
| Blason de Maignelay-Montigny | Blason  | Accolés 1) de gueules à la bande d'or 2) d'argent aux trois lionceaux de sable lampassés de gueules et couronnés d'or. |
| Blason de Maignelay-Montigny | Détails | Le statut officiel du blason reste à déterminer.                                                                       |

| Blason de Maimbeville | Blason  | Taillé d'argent à trois bandes d'azur et aussi d'argent semé de fleur de lys aussi d'azur, à la barre du même brochant sur le tout. |
| Blason de Maimbeville | Détails | Le statut officiel du blason reste à déterminer.                                                                                    |

| Blason de Marest-sur-Matz | Blason  | Coupé au premier d'argent à trois écussons de gueules posés en fasce, au second d'azur à la bande ondée d'or. |
| Blason de Marest-sur-Matz | Détails | Conflit héraldique : la bande n'est pas représentée ondée. Le statut officiel du blason reste à déterminer.   |

| Blason de Margny-lès-Compiègne | Blason  | Parti au premier d'azur au lion d'argent, au second d'orangé à la fleur de lys aussi d'argent, au chef d'azur chargé d'un m stylisé en onde orangé. |
| Blason de Margny-lès-Compiègne | Détails | Le statut officiel du blason reste à déterminer. |

| Blason de Margny-sur-Matz | Blason  | Parti d'or et d'azur à l'ours en pied de l'un en l'autre , à la champagne aussi d'azur soutenant le tout, chargée de trois fleurs de lys aussi d'or rangées en fasce, et à une divise ondée d'argent.brochant sur les traits du parti et de la champagne.. |
| Blason de Margny-sur-Matz | Détails | Le statut officiel du blason reste à déterminer. |

| Blason de Marquéglise | Blason  | De gueules à une fleur de lys d'or.              |
| Blason de Marquéglise | Détails | Le statut officiel du blason reste à déterminer. |

| Blason de Marseille-en-Beauvaisis | Blason  | Tiercé en pairle renversé: au 1er d'azur à trois lionceaux d'argent, au 2e d'or à la tête de cheval de tenné, bridée de gueules, au 3e de gueules au calice d'or accompagné de trois besants d'argent mal ordonnés; le tout enfermé dans une bordure crénelée de sinople. |
| Blason de Marseille-en-Beauvaisis | Détails | Adopté le 26 mai 2025. Auteur(s)J-F. Binon |

| Blason de Maulers | Blason  | De gueules à trois chevrons d'or.                |
| Blason de Maulers | Détails | Le statut officiel du blason reste à déterminer. |

| Blason de Mélicocq | Blason  | D'argent au coq de clocher contourné de sable soutenu de l'inscription « MELICOCQ » en lettres capitales du même. |
| Blason de Mélicocq | Détails | Armes parlantes (coq). Le statut officiel du blason reste à déterminer.                                           |

| Blason de Mello | Blason  | D'or à deux fasces de gueules à neuf merlettes du même posées en orle. |
| Blason de Mello | Détails | Le statut officiel du blason reste à déterminer.                       |

| Blason de Méru | Blason  | De gueules à la barre d'or chargée de 5 tourteaux de sable, accompagnée, en chef d'un éventail de quinze plis au naturel, en pointe d'une Marque à jouer tournée d'argent, et senestrée de deux dominos aussi d'argent pointés de sable, posés et rangés en pal, le "trois/zéro" sur le "quatre/deux". |
| Blason de Méru | Détails | Le statut officiel du blason reste à déterminer. |

| Blason de Méry-la-Bataille | Blason  | Coupé émanché : au 1er d'azur à une gerbe accostée de deux fleurs de lys, le tout d'or, au 2d d'argent à un canon de gueules. |
| Blason de Méry-la-Bataille | Détails | Le statut officiel du blason reste à déterminer.                                                                              |

| Blason de Mesnil-en-Thelle (Le) | Blason  | D'azur aux trois abeilles d'or, l'écu surmonté d'une couronne murale.                                                  |
| Blason de Mesnil-en-Thelle (Le) | Détails | Conflit héraldique : le dessin ne laisse pas voir la couronne murale. Le statut officiel du blason reste à déterminer. |

| Blason de Mesnil-Saint-Firmin (Le) | Blason  | Écartelé en 1) taillé : au premier d'or aux trois bandes d'azur, au second aussi d'azur semé de fleurs de lys d'or ; à la barre d'argent brochant sur la partition, en 2) d'or aux trois forces de sable, en 3) d'argent au trois lionceaux de gueules et en 4) d'azur aux trois fleurs de lys d'or. |
| Blason de Mesnil-Saint-Firmin (Le) | Détails | Le statut officiel du blason reste à déterminer. |

| Blason de Mesnil-Théribus (Le) | Blason  | D'argent à la bande ondée d'azur accompagnée, en chef d'un bouton de sable cerclé d'azur percé de quatre trous du champ et d'une épée d'académicien versée de sinople, celle-ci entrelacée de deux serpents affrontées du même et en pointe d'une palette de peintre de gueules contenant trois pinceaux du même emmanchés aussi de sable. |
| Blason de Mesnil-Théribus (Le) | Détails | Le statut officiel du blason reste à déterminer. |

| Blason de Meux (Le) | Blason  | Écartelé : au premier d'azur à deux poissons adossés d'argent accompagnés de quatre billettes d'or 1,2,1 ; au second de gueules à la fasce d'argent ; au troisième d'or au lion contourné d'azur, au quatrième mi coupé mi parti d'hermine à la bordure d'azur chargée de 10 fers à cheval d'or. |
| Blason de Meux (Le) | Détails | Le statut officiel du blason reste à déterminer. |

| Blason de Mogneville | Blason  | Écartelé d'azur à trois fleur de lys d'or et du même à trois lionceaux de gueules. |
| Blason de Mogneville | Détails | Le statut officiel du blason reste à déterminer.                                   |

| Blason de Moliens | Blason  | D'argent aux trois cœurs couronnés de gueules.   |
| Blason de Moliens | Détails | Le statut officiel du blason reste à déterminer. |

| Blason de Monceaux | Blason  | Écartelé au un : d'azur à la fleurs de lys d'or ; au deux : d'argent au lion de gueules ; au trois : aussi d'argent à un M majuscule aussi de gueules ; au quatre : d'azur plain. |
| Blason de Monceaux | Détails | Le statut officiel du blason reste à déterminer. |

| Blason de Monchy-Saint-Éloi | Blason  | D'argent au tube à canon posé en fasce, accompagné de trois cloches, le tout de sinople. |
| Blason de Monchy-Saint-Éloi | Détails | Le statut officiel du blason reste à déterminer.                                         |

| Blason de Mont-l'Évêque | Blason  | Écartelé: au 1er d’azur semé de fleurs de lis d’or, au 2e d’or à la fasce de gueules, au 3e d’or au chêne de sinople, au 4e d’azur à la gerbe d’argent, enté en pointe d’argent à l’onde d’azur. |
| Blason de Mont-l'Évêque | Détails | Le statut officiel du blason reste à déterminer. |

| Blason de Montagny-en-Vexin | Blason  | D'azur à la bande d'argent chargée de trois coquilles de gueules. |
| Blason de Montagny-en-Vexin | Détails | Le statut officiel du blason reste à déterminer.                  |

| Blason de Montagny-Sainte-Félicité | Blason  | D'azur à la croix ancrée alésée d'argent.        |
| Blason de Montagny-Sainte-Félicité | Détails | Le statut officiel du blason reste à déterminer. |

| Blason de Montataire | Blason  | D'azur au rocher d'or, sommé d'une tour du même ouverte, ajourée et maçonnée de sable, accostée de deux étoiles de six rais aussi d'or, au pont en poutre métallique de sable, supporté par deux piles d'or brochant sur le pied du rocher, le tout posé sur une champagne cousue de gueules, supporté à dextre par un lion contourné, la patte senestre sur la tour et la dextre sur la pile dextre du pont, empiétant une enclume en bande et à senestre, par un chien, la patte dextre sur la tour et la senestre sur la pile senestre du pont, empiétant un marteau en bande, les deux animaux brochant sur la champagne, cette dernière étant chargée, en pointe, d'une lettre M capitale calligraphiée surmontée d'une étoile de six rais, le tout aussi d'or. |
| Blason de Montataire | Détails | Le statut officiel du blason reste à déterminer. |

| Blason de Montiers | Blason  | Parti : au 1er d'argent à trois fasces de gueules, au 2d d'or à un scorpion de sable posé en pal ; le tout sommé d'un chef de gueules chargé de trois coquilles d'or. |
| Blason de Montiers | Détails | Le premier est inspiré des armes de la famille des comtes d'Astanières, qui donna deux maires du village. Le second renvoie aux armes de la famille Tarteron de Montiers qui portait « d'or à un scorpion de sable, au chef d'azur chargé de trois étoiles d'argent », et qui donna des seigneurs de Montiers de 1690 jusqu'à la Révolution. Enfin, le chef est inspiré des armes de la famille de Warmaise de Montiers, qui portait « d'argent à la croix de gueules chargée de cinq coquilles d'or », qui possédait la seigneurie avant les Tarteron de Montiers. Adopté en 2021. |

| Blason de Montjavoult | Blason  | D'or au sautoir ancré d'azur chargé en coeur d'une fleur de lis du champ, soutenu de deux doloires adossées de gueules, celle de dextre posée en barre, l'autre en bande. |
| Blason de Montjavoult | Détails | Le statut officiel du blason reste à déterminer. |

| Blason de Montlognon | Blason  | D'azur au fer de moulin d'or; au chef cousu de sinople chargé d'une burelle ondée d'or. |
| Blason de Montlognon | Détails | * Ces armes emploient le terme « cousu » dans le seul but de contrevenir à la règle de contrariété des couleurs : elles sont fautives : sinople sur azur. Le statut officiel du blason reste à déterminer. |

| Blason de Mortefontaine | Blason  | De sinople à trois hérissons d'or ; à la champagne d'or chargée de deux sangliers au naturel. |
| Blason de Mortefontaine | Détails | Le statut officiel du blason reste à déterminer.                                              |

| Blason de Mortemer | Blason  | Parti : au 1er d'azur à trois fleurs de lis d'or, au 2e de gueules à trois chevaux d'or rangés en pal. |
| Blason de Mortemer | Détails | Le statut officiel du blason reste à déterminer.                                                       |

| Blason de Mouy | Blason  | D’azur à la roue d’engrenage d’or, chargée d’un fuseau et d’une navette d’argent passés en sautoir, eux-mêmes surchargés d’un rencontre de bélier du même. Devise / CriLe travail ennoblit l’homme |
| Blason de Mouy | Détails | Le statut officiel du blason reste à déterminer. |
| Blason de Mouy | Alias   | D'or à un sautoir de gueules, cantonné de 4 merlettes du même. |

| Blason de Muirancourt | Blason  | Écartelé au un et quatre d'or au lion de gueules couronné d'azur; au deux et trois de gueules à un arbre d'argent et au chef échiqueté d'argent et d'azur ; sur le tout d'argent à la bande de gueules. |
| Blason de Muirancourt | Détails | Le statut officiel du blason reste à déterminer. |

Pas d'information pour les communes suivantes : Machemont, Maisoncelle-Saint-Pierre, Maisoncelle-Tuilerie, Mareuil-la-Motte, Mareuil-sur-Ourcq, Margny-aux-Cerises, Marolles (Oise), Martincourt (Oise), Maucourt (Oise), Maysel, Ménévillers, Le Mesnil-Conteville, Le Mesnil-sur-Bulles, Milly-sur-Thérain, Monceaux-l'Abbaye, Monchy-Humières, Mondescourt, Monneville, Le Mont-Saint-Adrien, Montchevreuil, Montépilloy, Montgérain, Montmacq, Montmartin, Montreuil-sur-Brêche, Montreuil-sur-Thérain, Monts (Oise), Morangles, Morienval, Morlincourt, Mortefontaine-en-Thelle, Morvillers, Mory-Montcrux, Mouchy-le-Châtel, Moulin-sous-Touvent, Moyenneville (Oise), Moyvillers, Muidorge, Mureaumont

## N
| Blason de Nanteuil-le-Haudouin | Blason  | Écartelé : au premier de gueules aux six fleurs de lys d'or ordonnées 3, 2 et 1, au deuxième d'or à la bande de gueules accompagnée de six merlettes du même posées en orle, au troisième d'argent au lion coupé de gueules et de sinople, au quatrième d'azur aux trois fleurs de lys d'or accompagnées, en abîme, d'un bâton péri de gueules en bande. |
| Blason de Nanteuil-le-Haudouin | Détails | Le statut officiel du blason reste à déterminer. |

| Blason de Néry | Blason  | D'azur semé de fleurs de lys d'argent, au chef du même chargé d'un lambel de cinq pendants du champ. |
| Blason de Néry | Détails | Le statut officiel du blason reste à déterminer.                                                     |

| Blason de Neuilly-en-Thelle | Blason  | D'azur aux trois nœuds de passementerie d'or, accompagnés d'un soleil du même en chef et de deux étoiles d'argent aux flancs ; sur le tout d'or au sautoir de sable. |
| Blason de Neuilly-en-Thelle | Détails | Le statut officiel du blason reste à déterminer. |

| Blason de Neuville-Bosc | Blason  | Parti au I d'azur au chevron d'or chargé d'un chevron de gueules, accompagné de trois gerbes aussi d'or, au II de gueules aux trois lions léopardés d'argent l'un sur l'autre, le second contourné. |
| Blason de Neuville-Bosc | Détails | Le statut officiel du blason reste à déterminer. |

| Blason de Neuville-en-Hez (La) | Blason  | Parti : au 1) d'or au coq hardi de sable, au 2) coupé au I de gueules au château d'argent ouvert et ajouré du champ et au II de gueules à la gerbe d'or liée d'argent ; le tout sommé d'un chef d’azur chargé de trois fleurs de lys d'or. |
| Blason de Neuville-en-Hez (La) | Détails | Le statut officiel du blason reste à déterminer. |

| Blason de Neuville-Garnier (La) | Blason  | De gueules au chevron d'argent accompagné de trois heaumes du même tarés de profil. |
| Blason de Neuville-Garnier (La) | Détails | Le statut officiel du blason reste à déterminer.                                    |

| Blason de Neuville-Roy (La) | Blason  | Écartelé au 1er de tanné aux huit fleurs de lys d'or ordonnées 3.2.3, au deuxième de gueules aux trois maillets d'or, au troisième de gueules au lion d'argent, au quatrième d'argent fretté de gueules de douze pièces ; sur le tout d'azur aux trois écrevisses d'or, celle du milieu renversée. |
| Blason de Neuville-Roy (La) | Détails | Le statut officiel du blason reste à déterminer. |

| Blason de Noailles | Blason  | De gueules à la bande d'or.                      |
| Blason de Noailles | Détails | Le statut officiel du blason reste à déterminer. |

| Blason de Nogent-sur-Oise | Blason  | D'azur à la barre d'argent accompagnée, en chef, d'une fleur de chardon tigée et feuillée de deux pièces d'or et, en pointe, d'une fleur de lys du même. |
| Blason de Nogent-sur-Oise | Détails | Le statut officiel du blason reste à déterminer. |

| Blason de Noyers-Saint-Martin | Blason  | Parti : au 1) burelé ondé d'argent et d'azur de 16 pièces, mantelé d'argent au noyer arraché au naturel posé sur la pointe du mantel, au 2) coupé au I d'argent aux trois lionceaux de gueules et au II d'azur aux trois fleurs de lys d'or. |
| Blason de Noyers-Saint-Martin | Détails | Armes parlantes (noyer). Le statut officiel du blason reste à déterminer. |

| Blason de Noyon | Blason  | D'argent à la fasce de gueules.                  |
| Blason de Noyon | Détails | Le statut officiel du blason reste à déterminer. |

Pas d'information pour les communes suivantes : Nampcel, Neufchelles, Neufvy-sur-Aronde, Neuilly-sous-Clermont, La Neuville-Saint-Pierre, La Neuville-sur-Oudeuil, La Neuville-sur-Ressons, La Neuville-Vault, Nivillers, Noirémont, Nointel (Oise), Noroy, Nourard-le-Franc, Novillers

## O
| Blason de Ons-en-Bray | Blason  | D'argent au chevron d'azur accompagné de trois têtes de lions de sable. |
| Blason de Ons-en-Bray | Détails | Le statut officiel du blason reste à déterminer.                        |

| Blason de Orry-la-Ville | Blason  | D'azur au chevron d'argent accompagné en chef de deux étoiles d'or et en pointe d'un croissant d'or sommé d'une colombe du même; au chef d'argent plain. |
| Blason de Orry-la-Ville | Détails | Le statut officiel du blason reste à déterminer. |

| Blason de Ormoy-Villers | Blason  | Accolés au 1) d'or au lion de gueules et au 2) d'azur aux trois bandes d'or. |
| Blason de Ormoy-Villers | Détails | Le statut officiel du blason reste à déterminer.                             |

| Blason de Orvillers-Sorel | Blason  | D'azur à Saint Martin à cheval partageant son manteau avec un estropié, le tout au naturel. |
| Blason de Orvillers-Sorel | Détails | Le statut officiel du blason reste à déterminer.                                            |

| Blason de Oursel-Maison | Blason  | Écartelé : au 1er d'azur à trois besants d'or, au 2e de gueules à l'ours rampant d'argent, au 3e de gueules à la maison d'argent au 4e d'azur au huchet d'or, le pavillon à senestre.                  |
| Blason de Oursel-Maison | Détails | Différences entre dessin et blasonnement : le cor est dessiné virolé et enguiché de gueules, ce qui n'est pas dit.. Armes parlantes (ours et maison). Le statut officiel du blason reste à déterminer. |

Pas d'information pour les communes suivantes : Offoy (Oise) , Ognes (Oise) , Ognolles, Omécourt, Ormoy-le-Davien, Oroër, Orrouy, Oudeuil

## P
| Blason de Paillart | Blason  | Écartelé : au 1er d'azur à trois fleurs de lis d'or, au 2e d'argent au lion de gueules, au 3e d'argent à l'oiseau contourné, la tête tournée vers le chef regardant une araignée pendue à un fil mouvant du trait du coupé à senestre, le tout de sable, au 4e d'azur à l'épi de blé d'or posé en barre. |
| Blason de Paillart | Détails | Le statut officiel du blason reste à déterminer. |

| Blason de Pierrefitte-en-Beauvaisis | Blason  | Accolés au premier : d'azur à trois étoiles d'argent, au chef cousu de sable ; au second : aussi d'azur aux trois bandes d'argent.                                                                       |
| Blason de Pierrefitte-en-Beauvaisis | Détails | * Ces armes emploient le terme « cousu » dans le seul but de contrevenir à la règle de contrariété des couleurs : elles sont fautives : sable sur azur. Le statut officiel du blason reste à déterminer. |

| Blason de Pierrefonds | Blason  | De gueules au château du lieu d'argent, accompagné de quatre fleurs de lys d'or, ordonnées deux en chef et deux aux flancs. |
| Blason de Pierrefonds | Détails | Le statut officiel du blason reste à déterminer.                                                                            |

| Blason de Pimprez | Blason  | Parti au premier d'or au lion de sable lampassé de gueules, au second de gueules à deux houlettes d'azur enrubannées d'argent passées en sautoir, surmontés d'une étoile d'or. |
| Blason de Pimprez | Détails | Le statut officiel du blason reste à déterminer. |

| Blason de Pisseleu | Blason  | D'argent aux trois lionceaux de gueules.         |
| Blason de Pisseleu | Détails | Le statut officiel du blason reste à déterminer. |

| Blason de Plailly | Blason  | D'argent à la bande d'azur chargée en coeur d'une fleur de lis d'or, en chef et en pointe de deux merlettes d'argent, le tout posé à plomb, la bande accompagnée de deux fusées d'azur. |
| Blason de Plailly | Détails | Le statut officiel du blason reste à déterminer. |

| Blason de Plessier-sur-Bulles (Le) | Blason  | Divisé en chevron : au 1er tiercé en pal, au I d'argent à une branche de genévrier de sinople fruité de sable, au II d'azur à un puits d'argent maçonné de sable, au III de sinople à une gerbe d'or, au 2d de gueules à une haie circulaire d'or. |
| Blason de Plessier-sur-Bulles (Le) | Détails | Adopté en octobre 2021. |

| Blason de Plessier-sur-Saint-Just (Le) | Blason  | D'argent au cheval cabré de sable, à la fasce de gueules chargée d'une étoile d'or brochant sur le tout, au franc-canton d'azur chargé d'une épée aussi d'or. |
| Blason de Plessier-sur-Saint-Just (Le) | Détails | Le statut officiel du blason reste à déterminer. |

| Blason de Plessis-Belleville (Le) | Blason  | Parti : au 1er de gueules à l'écrou d'argent ombré de sable posé en perspective et traversé par trois épis de blé d'or, au 2e d'or au plan cadastral de la commune de sinople et de tenné ; le tout sommé d’un chef d'azur chargé du château du lieu d'argent ouvert et ajouré de sable. |
| Blason de Plessis-Belleville (Le) | Détails | Le statut officiel du blason reste à déterminer. |

| Blason de Plessis-Brion (Le) | Blason  | Coupé au premier de gueules au lion passant d'or surmonté de l'inscription LE PLESSIS-BRION en lettres capitales de sable ; au second d'or plain.               |
| Blason de Plessis-Brion (Le) | Détails | * Il y a là non-respect de la règle de contrariété des couleurs : ces armes sont fautives (sable sur gueules). Le statut officiel du blason reste à déterminer. |

| Blason de Plessis-de-Roye | Blason  | D'azur à trois fleurs de lis d'or, au bâton de gueules péri en bande.                                                                                          |
| Blason de Plessis-de-Roye | Détails | * Il y a là non-respect de la règle de contrariété des couleurs : ces armes sont fautives (gueules sur azur). Le statut officiel du blason reste à déterminer. |

| Blason de Ponchon | Blason  | De gueules au pont en dos d'âne de deux arches échiqueté d'or et d'azur, sommé d'une colombe d'argent. |
| Blason de Ponchon | Détails | Le statut officiel du blason reste à déterminer.                                                       |

| Blason de Pont-l'Évêque | Blason  | Parti : au 1er mi-parti de gueules à la barre d'hermine, au 2e d'azur au pont d'argent, maçonné de sable, posé sur une rivière d'argent et brochant sur une crosse d'or. |
| Blason de Pont-l'Évêque | Détails | Le statut officiel du blason reste à déterminer. |

| Blason de Pontpoint | Blason  | Mi parti : au premier de gueules aux deux léopards d'or passant l'un sur l’autre, au second d'azur aux quatre gerbes d'or ordonnées 1.2.1. |
| Blason de Pontpoint | Détails | Le statut officiel du blason reste à déterminer.                                                                                           |

| Blason de Pont-Sainte-Maxence | Blason  | D'or au pont de trois arches de sable sommé d'une tour du même, au chef d'azur chargé d'une salamandre d'argent sur sa patience de gueules. |
| Blason de Pont-Sainte-Maxence | Détails | Le statut officiel du blason reste à déterminer.                                                                                            |

| Blason de Précy-sur-Oise | Blason  | Losangé d'argent et de gueules, au chef d'or. |
| Blason de Précy-sur-Oise | Détails | blason officiel                               |

| Blason de Puiseux-le-Hauberger | Blason  | D'azur au fantassin du Moyen-Âge revêtu d'un haubert, d'argent accosté de deux fleurs de lis d'or; aux francs-cantons dextre et senestre de gueules au puits d'or. |
| Blason de Puiseux-le-Hauberger | Détails | * Il y a là non-respect de la règle de contrariété des couleurs : ces armes sont fautives (gueules sur azur). Creation : J-F Binon. Adopté le 28 avril 2021.       |

Pas d'information pour les communes suivantes : Parnes, Passel, Péroy-les-Gombries, Plainval, Plainville (Oise), Le Plessis-Patte-d'Oie, Le Ployron, Pontarmé, Pontoise-lès-Noyon, Porcheux, Porquéricourt, Pouilly (Oise), Prévillers, Pronleroy, Puiseux-en-Bray, Puits-la-Vallée